# Mats Wilander
Mats Wilander, švedski tenisač, * 22. avgust 1964, Växjö, Švedska.
Wilander se je uvrstil v enajst finalov za Grand Slam, v katerih je sedemkrat zmagal, po trikrat na Odprtem prvenstvu Avstralije in Odprtem prvenstvu Francije ter enkrat na Odprtem prvenstvu ZDA. Na Odprtem prvenstvu Anglije se pa mu je trikrat uspelo uvrstiti v četrtfinale., leta 1986 pa ga je osvojil v konkurenci moških dvojic. Ob koncu leta 1988 je bil vodilni na lestvici ATP. Je eden petih tenisačev, ki so osvojili turnirje za Grand Slam na travi, pesku in trdi podlagi, ob njem še Jimmy Connors, Andre Agassi, Rafael Nadal in Roger Federer. Na Odprtem prvenstvu Francije je zmagal v svojem prvem nastopu, kar je do kasneje uspelo tudi Nadalu, z dvajsetimi leti pa je Wilander najmlajši tenisač, ki je osvojil štiri turnirje za Grand Slam.
Leta 2002 je bil sprejet v Mednarodni teniški hram slavnih. Ob prenosih teniških turnirjev na Eurosportu vodi oddajo Game, Set & Mats.

## Finali Grand Slamov (11)

### Zmage (7)
| Leto | Turnir                          | Nasprotnik v finalu | Rezultat finala            |
| 1982 | Odprto prvenstvo Francije       | Guillermo Vilas     | 1–6, 7–6(6), 6–0, 6–4      |
| 1983 | Odprto prvenstvo Avstralije     | Ivan Lendl          | 6–1, 6–4, 6–4              |
| 1984 | Odprto prvenstvo Avstralije (2) | Kevin Curren        | 6–7(5), 6–4, 7–6(3), 6–2   |
| 1985 | Odprto prvenstvo Francije (2)   | Ivan Lendl          | 3–6, 6–4, 6–2, 6–2         |
| 1988 | Odprto prvenstvo Avstralije (3) | Pat Cash            | 6–3, 6–7(3), 3–6, 6–1, 8–6 |
| 1988 | Odprto prvenstvo Francije (3)   | Henri Leconte       | 7–5, 6–2, 6–1              |
| 1988 | Odprto prvenstvo ZDA            | Ivan Lendl          | 6–4, 4–6, 6–3, 5–7, 6–4    |

### Porazi (4)
| Leto | Turnir                      | Nasprotnik v finalu | Rezultat finala          |
| 1983 | Odprto prvenstvo Francije   | Yannick Noah        | 6–2, 7–5, 7–6(3)         |
| 1985 | Odprto prvenstvo Avstralije | Stefan Edberg       | 6–4, 6–3, 6–3            |
| 1987 | Odprto prvenstvo Francije   | Ivan Lendl          | 7–5, 6–2, 3–6, 7–6(3)    |
| 1987 | Odprto prvenstvo ZDA        | Ivan Lendl          | 6–7(7), 6–0, 7–6(4), 6–4 |